# 2005-ös Formula–1 kanadai nagydíj
A kanadai nagydíj volt a 2005-ös Formula–1 világbajnokság nyolcadik futama, amelyet 2005. június 12-én rendeztek meg a kanadai Circuit Gilles Villeneuve-ön, Montréalban.

## Időmérő edzés
Jenson Button 1:15,217-del győzött az időmérőn Michael Schumacher és Fernando Alonso előtt.
| Helyezés | Versenyző            | Csapat/Motor      | Idő        | Különbség |
| -------- | -------------------- | ----------------- | ---------- | --------- |
| 1        | Jenson Button        | BAR-Honda         | 1:15.217   | –         |
| 2        | Michael Schumacher   | Ferrari           | 1:15.475   | + 0.258   |
| 3        | Fernando Alonso      | Renault           | 1:15.561   | + 0.344   |
| 4        | Giancarlo Fisichella | Renault           | 1:15.577   | + 0.360   |
| 5        | Juan Pablo Montoya   | McLaren-Mercedes  | 1:15.669   | + 0.452   |
| 6        | Szató Takuma         | BAR-Honda         | 1:15.729   | + 0.512   |
| 7        | Kimi Räikkönen       | McLaren-Mercedes  | 1:15.923   | + 0.706   |
| 8        | Jacques Villeneuve   | Sauber-Petronas   | 1:16.116   | + 0.899   |
| 9        | Jarno Trulli         | Toyota            | 1:16.201   | + 0.984   |
| 10       | Ralf Schumacher      | Toyota            | 1:16.362   | + 1.145   |
| 11       | Felipe Massa         | Sauber-Petronas   | 1:16.661   | + 1.444   |
| 12       | David Coulthard      | Red Bull-Cosworth | 1:16.890   | + 1.673   |
| 13       | Nick Heidfeld        | Williams-BMW      | 1:17.081   | + 1.864   |
| 14       | Mark Webber          | Williams-BMW      | 1:17.749   | + 2.532   |
| 15       | Christijan Albers    | Minardi-Cosworth  | 1:18.214   | + 2.997   |
| 16       | Christian Klien      | Red Bull-Cosworth | 1:18.249   | + 3.032   |
| 17       | Narain Karthikeyan   | Jordan-Toyota     | 1:18.664   | + 3.447   |
| 18       | Tiago Monteiro       | Jordan-Toyota     | 1:19.034   | + 3.817   |
| 19       | Patrick Friesacher   | Minardi-Cosworth  | 1:19.574   | + 4.357   |
| 20       | Rubens Barrichello   | Ferrari           | idő nélkül |           |

## Futam
A rajtnál Buttont a két Renault, Schumachert a két McLaren előzte meg. Fisichella hidraulikai hiba, Alonso és Button ütközés miatt esett ki. Montoyát a bokszutca piros lámpa alatti elhagyása miatti diszkvalifikálták. Így Räikkönen győzött 1,1 másodperccel Michael Schumacher, Barrichello és Massa előtt. A leggyorsabb kört a finn autózta a 23. körben (1:14,384).
| Helyezés | Rajtszám | Versenyző            | Csapat/Motor      | Futott kör | Idő/Kiesés oka | Rajthely | Pont |
| -------- | -------- | -------------------- | ----------------- | ---------- | -------------- | -------- | ---- |
| 1        | 9        | Kimi Räikkönen       | McLaren-Mercedes  | 70         | 1h32:09.290    | 7        | 10   |
| 2        | 1        | Michael Schumacher   | Ferrari           | 70         | + 1.137        | 2        | 8    |
| 3        | 2        | Rubens Barrichello   | Ferrari           | 70         | + 40.483       | 20       | 6    |
| 4        | 12       | Felipe Massa         | Sauber-Petronas   | 70         | + 55.139       | 11       | 5    |
| 5        | 7        | Mark Webber          | Williams-BMW      | 70         | + 55.779       | 14       | 4    |
| 6        | 17       | Ralf Schumacher      | Toyota            | 69         | + 1 kör        | 10       | 3    |
| 7        | 14       | David Coulthard      | Red Bull-Cosworth | 69         | + 1 kör        | 12       | 2    |
| 8        | 15       | Christian Klien      | Red Bull-Cosworth | 69         | + 1 kör        | 16       | 1    |
| 9        | 11       | Jacques Villeneuve   | Sauber-Petronas   | 69         | + 1 kör        | 8        |      |
| 10       | 18       | Tiago Monteiro       | Jordan-Toyota     | 67         | + 3 kör        | 18       |      |
| 11       | 21       | Christijan Albers    | Minardi-Cosworth  | 67         | + 3 kör        | 15       |      |
| Ki       | 16       | Jarno Trulli         | Toyota            | 62         | Fékhiba        | 9        |      |
| Ki       | 3        | Jenson Button        | BAR-Honda         | 46         | Baleset        | 1        |      |
| Ki       | 8        | Nick Heidfeld        | Williams-BMW      | 43         | Motorhiba      | 13       |      |
| Ki       | 4        | Szató Takuma         | BAR-Honda         | 40         | Fékhiba        | 6        |      |
| Ki       | 20       | Patrick Friesacher   | Minardi-Cosworth  | 39         | Hidraulika     | 19       |      |
| Ki       | 5        | Fernando Alonso      | Renault           | 38         | Felfüggesztés  | 3        |      |
| Ki       | 6        | Giancarlo Fisichella | Renault           | 32         | Hidraulika     | 4        |      |
| Ki       | 19       | Narain Karthikeyan   | Jordan-Toyota     | 24         | Felfüggesztés  | 17       |      |
| Kiz      | 10       | Juan Pablo Montoya   | McLaren-Mercedes  | 52         | Kizárva        | 5        |      |

## A világbajnokság élmezőnyének állása a verseny után
| H | Versenyzők         | Pont | H | Konstruktőrök    | Pont |
| - | ------------------ | ---- | - | ---------------- | ---- |
| 1 | Fernando Alonso    | 59   | 1 | Renault          | 76   |
| 2 | Kimi Räikkönen     | 37   | 2 | McLaren-Mercedes | 63   |
| 3 | Jarno Trulli       | 27   | 3 | Williams-BMW     | 47   |
| 4 | Nick Heidfeld      | 25   | 4 | Toyota           | 47   |
| 5 | Michael Schumacher | 24   | 5 | Ferrari          | 45   |

## Statisztikák
Vezető helyen:
- Giancarlo Fisichella: 32 (1-32)
- Fernando Alonso: 6 (33-38)
- Juan Pablo Montoya: 10 (39-48)
- Kimi Räikkönen: 22 (49-70)

Kimi Räikkönen 5. győzelme, 8. leggyorsabb köre, Jenson Button 2. pole-pozíciója.
- McLaren 141. győzelme.